# Grêmio Atlético Farroupilha
O Grêmio Atlético Farroupilha (acrônimo: GAF) é um clube esportivo brasileiro sediado na cidade de Pelotas, no estado do Rio Grande do Sul.

## História
O clube foi fundado no dia 26 de abril de 1926, por um general, 14 oficiais de patentes menores, e 2 soldados do 9º Regimento de Infantaria do Exército Brasileiro, com o nome de  Grêmio Atlético do 9º Regimento. No ano de 1941, por decreto de Getúlio Vargas, foi proibido que as unidades militares usassem seus nomes à agremiações civis, com isso, o nome foi alterado para o atual.

### Campeão Gaúcho (1935)
O Campeonato Gaúcho daquele ano foi regionalizado, com os campeões citadinos disputando a fase decisiva do campeonato. Com o título citadino, o clube enfrentou na semifinal, o Novo Hamburgo, onde venceu pelo placar de 3 a 2. Na final, o clube enfrentou o Grêmio. No primeiro jogo perdeu por 3 a 1, no segundo jogo ganhou por 3 a 0, e no jogo decisivo, venceu pelo placar de 2 a 1, recebendo o título de "Campeão Farroupilha". Quando o elenco chegou em Pelotas no Navio Itassucê, foi recebido com festa pela população.

## Títulos
| ESTADUAIS  | ESTADUAIS                     | ESTADUAIS | ESTADUAIS                           |
|            | Competição                    | Títulos   | Temporadas                          |
| ---------- | ----------------------------- | --------- | ----------------------------------- |
|            | Campeonato Gaúcho             | 1         | 1935                                |
|            | Campeonato do Interior Gaúcho | 5         | 1934, 1935, 1959, 1961 e 1967       |
|            | Campeonato da Região Litoral  | 4         | 1934, 1935, 1943, 1959              |
| MUNICIPAIS |                               |           |                                     |
|            | Competição                    | Títulos   | Temporadas                          |
|            | Campeonato Citadino           | 6         | 1934, 1935, 1936, 1938, 1943 e 1959 |

### Outras modalidades

#### Basquete
- Campeão do Citadino de Basquete: 1936

#### Esgrima
- Campeão Gaúcho de Esgrima: 1935